# A Pledge to God
A Pledge to God (hangul: 신과의 약속) é uma série de televisão sul-coreana estrelada por Han Chae-young, Bae Soo-bin, Oh Yoon-ah e Lee Chun-hee. A série transmitia quatro episódios todos os sábados na MBC TV, das 20h45 às 23h10 (KST), de 24 de novembro de 2018 a 16 de fevereiro de 2019.

## Sinopse
Hyeon-woo, uma criança, está muito doente e precisa com urgência de um transplante de medula óssea. Seus pais atuais não são doadores compatíveis. O médico informa aos pais que o sangue do cordão umbilical de um irmão da criança pode servir como um doador em potencial. No entanto, seus pais biológicos não são mais casados.

## Elenco

### Principal
- Han Chae-young como Seo Ji-young, uma apresentadora de TV[4]
- Bae Soo-bin como Kim Jae-wook, ex-casado com Ji-young, arquiteto e mais tarde presidente e CEO da Cheonji Construction[4]
- Oh Yoon-ah como Woo Na-kyung, segunda esposa de Jae-wook, conselheira geral da Cheonji Construction[4][5]
- Lee Chun-hee como Song Min-ho, segundo marido de Ji-young, carpinteiro[4]

### De apoio

#### Família de Ji-young
- Wang Seok-hyeon como Song Hyeon Woo, filho mais velho de Ji-young e Jae-wook, sob custódia de Ji-young e Min-ho[6]
  - Ha Yi-an como Hyun-woo jovem[6]
- Lee Hwi-hyang como Heo Eun-sook, mãe de Ji-young[6]

#### Pessoas na Cheonji Construction
- Park Geun-hyung como Kim Sang-chun, pai de Jae-hee e Jae-wook, presidente da Cheonji Construction, controlada pela família[7]
- Kang Boo-ja como Lee Pil-nam, esposa de Sang-chun[7]
- Oh Hyun-kyung como Kim Jae-hee, irmã mais velha de Jae-wook, dirige a fundação da empresa familiar[7]
- Byung Hun como Jo Seung-hoon, filho de Jae-hee[7][8]
- Nam Ki-won como Kim Joon-seo, segundo filho de Ji-young e Jae-wook, sob custódia de Jae-wook e Na-kyung[7]
  - Kim Hyun-bin como Joon-seo jovem[7]

#### Outros
- Chu Ye-jin como Na Hae-ji, namorada de Hyeon Woo do colégio[9]
- Jung Min-sung como Ji Do-yeob[9]
- Kim Hee-jung como Ahn Joo-ryun, produtora do programa de Ji-young na emissora de TV[9]
- Bae Hae-sun como Oh Sun-joo, secretária de Na-kyung[9]
- Choi Phillip como Jung Kyung-soo, diretor do programa de Ji-young na emissora de TV[9]
- Oh Eun-ho como Hwang Ma-ri[9]
- Lee Jin-hee como a mãe de Na Hae-Jim.

## Produção
A primeira leitura do roteiro feita pelo elenco principal ocorreu em 5 de outubro de 2018 na MBC Broadcasting Station em Sangam-dong, Seul, Coreia do Sul.

## Trilha sonora

### Parte 1
| Lançado em 8 de dezembro de 2018 |                                  |                           |                           |                |         |  |
| N.º                              | Título                           | Letras                    | Música                    | Artista        | Duração |  |
| 1.                               | "The Last Promise" (마지막 약속) | Jeon Chang-yup Ahn Su-wan | Jeon Chang-yup Ahn Su-wan | Sohyang        | 5:10    |  |
| 2.                               | "The Last Promise" (Inst.)       |                           | Jeon Chang-yup Ahn Su-wan |                | 5:10    |  |
| Duração total:                   | Duração total:                   | Duração total:            | Duração total:            | Duração total: | 10:20   |  |

### Parte 2
| Lançado em 15 de dezembro de 2018 |                                              |                              |                              |                |         |  |
| N.º                               | Título                                       | Letras                       | Música                       | Artista        | Duração |  |
| 1.                                | "I Think It's An Anesthetic" (마취가 됐나봐) | Jang Chang-yup Ryu Wonk-wang | Jeon Chang-yup Ryu Wonk-wang | Lim Jae-hyun   | 4:12    |  |
| 2.                                | "I Think It's An Anesthetic" (Inst.)         |                              | Jeon Chang-yup Ryu Wonk-wang |                | 4:12    |  |
| Duração total:                    | Duração total:                               | Duração total:               | Duração total:               | Duração total: | 8:24    |  |

### Parte 3
| Lançado em 22 de dezembro de 2018 |                              |                |                             |                |         |  |
| N.º                               | Título                       | Letras         | Música                      | Artista        | Duração |  |
| 1.                                | "Can You Hear Me" (들리나요) | Kim Seong-jong | Kim Seong-jong Mama Gorilla | Sanha          | 3:25    |  |
| 2.                                | "Can You Hear Me" (Inst.)    |                | Kim Seong-jong Mama Gorilla |                | 3:25    |  |
| Duração total:                    | Duração total:               | Duração total: | Duração total:              | Duração total: | 6:50    |  |

### Parte 4
| Lançado em 5 de janeiro de 2019 |                                           |                |                |                |         |  |
| N.º                             | Título                                    | Letras         | Música         | Artista        | Duração |  |
| 1.                              | "An Unfilled Seat" (채워지지 않는 빈자리) | Kim Seong-ran  | Kim Ji-hwan    | Song Ha-ye     | 3:58    |  |
| 2.                              | "An Unfilled Seat" (Inst.)                |                | Kim Ji-hwan    |                | 3:58    |  |
| Duração total:                  | Duração total:                            | Duração total: | Duração total: | Duração total: | 7:56    |  |

### Parte 5
| Lançado em 19 de janeiro de 2019 |                           |                         |                         |                |         |  |
| N.º                              | Título                    | Letras                  | Música                  | Artista        | Duração |  |
| 1.                               | "It Was All" (전부였더라) | Major League Lim Yu-bin | Major League Lim Yu-bin | Michelle Lee   | 3:57    |  |
| 2.                               | "It Was All" (Inst.)      |                         | Major League Lim Yu-bin |                | 3:57    |  |
| Duração total:                   | Duração total:            | Duração total:          | Duração total:          | Duração total: | 7:54    |  |

### Parte 6
| Lançado em 26 de janeiro de 2019 |                |                         |                         |                 |         |  |
| N.º                              | Título         | Letras                  | Música                  | Artista         | Duração |  |
| 1.                               | "Lie" (거짓말) | Major League Lim Yu-bin | Major League Lim Yu-bin | Heo Young-saeng | 3:56    |  |
| 2.                               | "Lie" (Inst.)  |                         | Major League Lim Yu-bin |                 | 3:56    |  |
| Duração total:                   | Duração total: | Duração total:          | Duração total:          | Duração total:  | 7:52    |  |

### Parte 7
| Lançado em 2 de fevereiro de 2019 |                                   |                          |                          |                     |         |  |
| N.º                               | Título                            | Letras                   | Música                   | Artista             | Duração |  |
| 1.                                | "Give Me A Day" (하루만 돌려줘요) | Jeon Chang-yeop 5959Mont | Jeon Chang-yeop 5959Mont | Yeoeun (Melody Day) | 3:59    |  |
| 2.                                | "Give Me A Day" (Inst.)           |                          | Jeon Chang-yeop 5959Mont |                     | 3:59    |  |
| Duração total:                    | Duração total:                    | Duração total:           | Duração total:           | Duração total:      | 7:58    |  |

### Parte 8
| Lançado em 4 de fevereiro de 2019 |                                        |                |                |                |         |  |
| N.º                               | Título                                 | Letras         | Música         | Artista        | Duração |  |
| 1.                                | "See You In My Dreams" (꿈에서 만나요) |                |                | J-Cera         | 3:38    |  |
| 2.                                | "See You In My Dreams" (Inst.)         |                |                |                | 3:38    |  |
| Duração total:                    | Duração total:                         | Duração total: | Duração total: | Duração total: | 7:16    |  |

## Audiência
Na tabela abaixo, os números em azul representam a audiência mais baixa e os números em vermelho representam a audiência mais alta.
| Ep.   | Data de transmissão original | Parcela média de audiência | Parcela média de audiência | Parcela média de audiência |
| Ep.   | Data de transmissão original | AGB Nielsen                | AGB Nielsen                | TNmS                       |
| Ep.   | Data de transmissão original | Nacional                   | Seul                       | Nacional                   |
| ----- | ---------------------------- | -------------------------- | -------------------------- | -------------------------- |
| 1     | 24 de novembro de 2018       | 9.5% (8º)                  | 8.3% (15º)                 | 10.1%                      |
| 2     | 24 de novembro de 2018       | 11.4% (5º)                 | 10.5% (7º)                 | 11.5%                      |
| 3     | 24 de novembro de 2018       | 11.4% (5º)                 | 10.6% (6º)                 | 10.3%                      |
| 4     | 24 de novembro de 2018       | 12.0% (4º)                 | 11.0% (4º)                 | 11.1%                      |
| 5     | 1 de dezembro de 2018        | 8.1% (11º)                 | 7.0% (18º)                 | 8.9%                       |
| 6     | 1 de dezembro de 2018        | 9.5% (8º)                  | 8.4% (9º)                  | 10.4%                      |
| 7     | 1 de dezembro de 2018        | 9.9% (6º)                  | 8.9% (8º)                  | 9.5%                       |
| 8     | 1 de dezembro de 2018        | 11.9% (3º)                 | 10.9% (4º)                 | 10.7%                      |
| 9     | 8 de dezembro de 2018        | 8.8% (14º)                 | 8.0% (16º)                 | 10.0%                      |
| 10    | 8 de dezembro de 2018        | 9.7% (6º)                  | 9.0% (9º)                  | 11.1%                      |
| 11    | 8 de dezembro de 2018        | 9.5% (7º)                  | 8.5% (10º)                 | 10.0%                      |
| 12    | 8 de dezembro de 2018        | 10.1% (5º)                 | 9.5% (7º)                  | 10.8%                      |
| 13    | 15 de dezembro de 2018       | 10.2% (8º)                 | 9.6% (9º)                  | 8.6%                       |
| 14    | 15 de dezembro de 2018       | 10.7% (6º)                 | 10.0% (8º)                 | 9.6%                       |
| 15    | 15 de dezembro de 2018       | 12.7% (5º)                 | 12.7% (5º)                 | 11.0%                      |
| 16    | 15 de dezembro de 2018       | 12.9% (4º)                 | 12.9% (4º)                 | 11.1%                      |
| 17    | 22 de dezembro de 2018       | 10.5% (7º)                 | 10.0% (8º)                 | 8.2%                       |
| 18    | 22 de dezembro de 2018       | 11.5% (6º)                 | 10.9% (6º)                 | 9.0%                       |
| 19    | 22 de dezembro de 2018       | 11.8% (5º)                 | 11.3% (5º)                 | 10.4%                      |
| 20    | 22 de dezembro de 2018       | 12.1% (4º)                 | 11.7% (4º)                 | 11.0%                      |
| 21    | 5 de janeiro de 2019         | 11.8% (6º)                 | 10.7% (7º)                 | 10.8%                      |
| 22    | 5 de janeiro de 2019         | 13.4% (5º)                 | 12.0% (6º)                 | 13.1%                      |
| 23    | 5 de janeiro de 2019         | 13.5% (4º)                 | 12.6% (4º)                 | 12.1%                      |
| 24    | 5 de janeiro de 2019         | 14.8% (3º)                 | 13.7% (3º)                 | 13.2%                      |
| 25    | 12 de janeiro de 2019        | 11.5% (6º)                 | 11.0% (7º)                 | 11.4%                      |
| 26    | 12 de janeiro de 2019        | 14.5% (5º)                 | 14.3% (5º)                 | 13.7%                      |
| 27    | 12 de janeiro de 2019        | 15.2% (4º)                 | 15.1% (3º)                 | 12.5%                      |
| 28    | 12 de janeiro de 2019        | 15.5% (3º)                 | 15.1% (3º)                 | 13.1%                      |
| 29    | 19 de janeiro de 2019        | 11.9% (6º)                 | 10.7% (6º)                 | 12.4%                      |
| 30    | 19 de janeiro de 2019        | 14.2% (5º)                 | 13.1% (5º)                 | 14.8%                      |
| 31    | 19 de janeiro de 2019        | 14.8% (4º)                 | 14.5% (4º)                 | 14.2%                      |
| 32    | 19 de janeiro de 2019        | 15.4% (3º)                 | 14.9% (3º)                 | 15.2%                      |
| 33    | 26 de janeiro de 2019        | 13.2% (6º)                 | 12.3% (6º)                 | 12.8%                      |
| 34    | 26 de janeiro de 2019        | 15.0% (5º)                 | 14.0% (5º)                 | 15.1%                      |
| 35    | 26 de janeiro de 2019        | 15.1% (4º)                 | 14.2% (4º)                 | 14.1%                      |
| 36    | 26 de janeiro de 2019        | 15.7% (3º)                 | 14.9% (3º)                 | 14.0%                      |
| 37    | 2 de fevereiro de 2019       | 12.0% (7º)                 | 11.5% (8º)                 | 11.8%                      |
| 38    | 2 de fevereiro de 2019       | 14.9% (5º)                 | 14.8% (5º)                 | 14.7%                      |
| 39    | 2 de fevereiro de 2019       | 15.2% (4º)                 | 15.1% (4º)                 | 14.2%                      |
| 40    | 2 de fevereiro de 2019       | 15.5% (3º)                 | 15.2% (3º)                 | 14.5%                      |
| 41    | 9 de fevereiro de 2019       | 13.4% (6º)                 | 12.6% (7º)                 | 13.6%                      |
| 42    | 9 de fevereiro de 2019       | 15.2% (4º)                 | 14.5% (5º)                 | 15.2%                      |
| 43    | 9 de fevereiro de 2019       | 15.2% (4º)                 | 14.9% (4º)                 | 14.6%                      |
| 44    | 9 de fevereiro de 2019       | 16.2% (3º)                 | 16.0% (3º)                 | 15.1%                      |
| 45    | 16 de fevereiro de 2019      | 14.7% (6º)                 | 14.1% (7º)                 | 13.6%                      |
| 46    | 16 de fevereiro de 2019      | 17.5% (5º)                 | 17.0% (4º)                 | 16.8%                      |
| 47    | 16 de fevereiro de 2019      | 17.8% (4º)                 | 17.0% (4º)                 | 15.9%                      |
| 48    | 16 de fevereiro de 2019      | 18.4% (3º)                 | 17.8% (3º)                 | 16.9%                      |
| Média | Média                        | 13.0%                      | 12.4%                      | 12.4%                      |

- Nenhum episódio foi ao ar em 29 de dezembro de 2018 devido à transmissão do MBC Entertainment Awards de 2018.

## Prêmios e indicações
| Ano  | Cerimônia                | Categoria                                                                | Indicado        | Resultado | Ref.   |
| ---- | ------------------------ | ------------------------------------------------------------------------ | --------------- | --------- | ------ |
| 2018 | MBC Drama Awards de 2018 | Prêmio de Alta Excelência, Ator em um Projeto Especial de Fim de Semana  | Bae Soo-bin     | Indicado  | [ 12 ] |
| 2018 | MBC Drama Awards de 2018 | Prêmio de Alta Excelência, Atriz em um Projeto Especial de Fim de Semana | Han Chae-young  | Indicado  | [ 12 ] |
| 2018 | MBC Drama Awards de 2018 | Prêmio de Excelência, Ator em Projeto Especial de Fim de Semana          | Lee Chun-hee    | Indicado  | [ 12 ] |
| 2018 | MBC Drama Awards de 2018 | Prêmio de Excelência, Atriz em Projeto Especial de Fim de Semana         | Oh Yoon-ah      | Indicado  | [ 12 ] |
| 2018 | MBC Drama Awards de 2018 | Prêmio de Atuação de Ouro                                                | Kang Boo-ja     | Venceu    | [ 12 ] |
| 2018 | MBC Drama Awards de 2018 | Melhor Elenco Coadjuvante em Projeto Especial de Fim de Semana           | Lee Hwi-Hyang   | Indicado  | [ 12 ] |
| 2018 | MBC Drama Awards de 2018 | Melhor Elenco Coadjuvante em Projeto Especial de Fim de Semana           | Oh Hyun-kyung   | Indicado  | [ 12 ] |
| 2018 | MBC Drama Awards de 2018 | Melhor Ator Infantil                                                     | Wang Seok-hyeon | Venceu    | [ 12 ] |